# Dcard
狄卡（Dcard）是台灣的社群網路服務網站，開放給臺灣與境外部分大學學生註冊。創辦人為臺大資管系學生林裕欽與簡勤佑，兩人大學的創意創業學程架設名為「Dcard」社群網站的課程作品，因為他們覺得學生大多只在一般生活圈交朋友，沒有機會接觸更多人脈，所以兩人討論網站的發展可能性。2011年，Dcard於網路推出服務時，只開放臺大、政大學生註冊，後來陸續開放其他民眾或它校學生註冊，現在是超過百萬會員的大型論壇，也是資本額高達四千萬並拿到上億融資的公司。

## 特色
此網站的用戶在每個午夜12時，會收到一張系統配對的匿名邀請卡（也就是Dcard），若有興趣與對方認識的話就可以送出交友邀請，收到交友邀請的人在當天午夜之前必須同意邀請，雙方才能成為朋友，一旦錯過之後，這兩位用戶便不會再收到或是抽到彼此的Dcard。
Dcard的「D」代表的是「Destiny」，也就是宿命的意思，Dcard就是指每個午夜抽到、僅有一次機會的卡片。
除了抽卡外，Dcard最主要的就是社群功能，使用者可以藉由Dcard的網站或是App來透過瀏覽、發文、回應他人文章，討論區也依照內容不同分作不同討論版，每個學校也有自己的校版，只有該校學生可以在上面發文及留言。
2021 年， Dcard 推出了 Dcard Ads 自助廣告平台服務，該平台提供廣告主申請廣告帳號，在 Dcard 網站之廣告版位進行廣告投放。同年，其旗下 IP 原創角色 dtto friends 首次亮相，開始於 YouTube 頻道節目及社群網路服務以「貼圖」之形式為使用者所認識。2022 年 7 月，於台北华山舉辦首次快閃店，販售角色周邊商品。

## 用戶
Dcard創立初期，僅有開放臺大與政大的同學進行註冊與使用，並且會員須提供真實姓名、個人照片及學校信箱認證註冊。後來在使用者反應熱烈的情況下，開始籌畫建立公司，並且逐步開放更多學校學生進行註冊與使用。
2019年Dcard推出身分證註冊，開放非大學生用戶申請。
2021年Dcard推出手機註冊。
2022年2月，Dcard推出實名制。

## 爭議
2021年7月，網友「警專姐」在社群平台Dcard上發文批評政府，整理多位官員防疫期間的不當言行，指控民進黨欺騙民眾，沒想到該文遭到刪除，帳號也被停權。Dcard回覆，處分理由是當事人申訴文章影響名譽。
2022年2月，Dcard推出實名制，要求使用者必須上傳身份證正本照片，才可以擁有在Dcard全站討論的權限。使用手機號碼註冊之會員，經抽查必須上傳學生證、身份證或健保卡的照片，並一同上傳『本人一手持證件、一手持寫日期的紙條之合照』，否則該帳號名稱將變更為【此帳號疑似異常】，並剝奪其發文、留言、按讚之權利。這個政策引發不少用戶不滿，認為用戶註冊時都有填寫信箱、上傳學生證照片、手機簡訊認證，官方也能查到IP位置，認為自己的言論自由受到平台限制。在另一個台灣論壇PTT上，網友也將Dcard與中國大陸網站對比，諷刺說「還以為是在辦貸款」。
2023年12月18日，周刊王報導，11月間Dcard疑有會員匿名發文涉及不法案件，檢察官辦案要求調閱會員個資追查不法，Dcard用大法官釋憲、保障民眾言論自由等理由拒絕，導致Dcard總部遭警方強制搜索。隔日Dcard於官網聲明，在執法機關有按法定流程揭示必要文件的前提下，皆配合提供執法機關相對應資料，澄清部分媒體報導涉及不實的內容；台北市政府警察局內湖分局18日傍晚也發出新聞稿澄清，警方後續向臺灣士林地方法院聲請核發搜索票後，持搜索票前往該公司調取資料，並未進行搜索。

## 外部連結
- Dcard官方網站 （页面存档备份，存于）
- 台灣公司資料 （页面存档备份，存于）
- Dcard：有趣的事都在這裡手機APP(Android) （页面存档备份，存于）
- Dcard：有趣的事都在這裡手機APP(ios)
- Dcard的Facebook專頁
- Dcard Video的Instagram帳戶
- dtto friends的Instagram帳戶
- YouTube上的Dcard Video頻道